# Myrmarachne
Myrmarachne es un género de arañas araneomorfas de la familia de los saltícidos, también conocidas como arañas saltadoras. Se caracterizan por asemejar la apariencia de algunas hormigas agitando sus patas delanteras en el aire simulando las antenas e incluso algunas especies alcanzan un mimetismo sorprendente. Aunque llamadas arañas-hormiga, no son las únicas arañas que se mimetizan con estas.

## Etimología
El nombre del género es una combinación de dos vocablos del griego antiguo: myrmex que significa hormiga y arachne que significa araña.

## Descripción
El cefalotórax es alargado, con grandes quelíceros dirigidos hacia delante en los machos. Existe una «cintura» presente en el cefalotórax y, con frecuencia, también en el opistosoma. Su coloración varía desde el negro al amarillo, dependiendo de la especie de hormiga que simula ser. Se tiene constancia de una especie africana que imitaba a una hormiga cuando es juvenil y a una especie distinta cuando alcanza la madurez.
El género Bocus es tan similar a Myrmarachne que son indistinguibles entre sí sin la ayuda de un microscopio.

## Distribución
Las especies del género Myrmarachne habitan principalmente en las zonas tropicales de África a Australia, aunque cuenta con representantes en América. Algunas especies son paleárticas como M. formicaria que habita en las regiones templadas. Con cerca de 80 descritas y muchas otras en el sudeste asiático sin ser descritas, es el género más diverso de araña saltadoras en esta región.

## Especies
Para enero de 2016 y de acuerdo con el Catálogo mundial de arañas, se conocen las siguientes especies:
- Myrmarachne acromegalis Yamasaki & Ahmad, 2013
- Myrmarachne acutidens Yamasaki & Edwards, 2013
- Myrmarachne albocincta (C. L. Koch, 1846)
- Myrmarachne albosetosa Wanless, 1978
- Myrmarachne alticephalon Yamasaki & Ahmad, 2013
- Myrmarachne alticeps (Thorell, 1890)
- Myrmarachne andrewi Wanless, 1978
- Myrmarachne andringitra Wanless, 1978
- Myrmarachne angusta (Thorell, 1877)
- Myrmarachne annandalei Simon, 1901
- Myrmarachne assimilis Banks, 1930
- Myrmarachne attenuata (Karsch, 1880)
- Myrmarachne attenuata (O. Pickard-Cambridge, 1901)
- Myrmarachne augusta (Peckham & Peckham, 1892)
- Myrmarachne aurantiaca Benjamin, 2015
- Myrmarachne aurea Ceccarelli, 2010
- Myrmarachne aureonigra Edmunds & Prószyński, 2003
- Myrmarachne bakeri Banks, 1930
- Myrmarachne balinese Prószyński & Deeleman-Reinhold, 2010
- Myrmarachne bamakoi Berland & Millot, 1941
- Myrmarachne bicolor (L. Koch, 1879)
- Myrmarachne bicurvata (O. Pickard-Cambridge, 1869)
- Myrmarachne bicuspidata Yamasaki, 2012
- Myrmarachne bidentata Banks, 1930
- Myrmarachne biseratensis Badcock, 1918
- Myrmarachne borneensis Peckham & Peckham, 1907
- Myrmarachne brasiliensis Mello-Leitão, 1922
- Myrmarachne brevicehlicera Yamasaki & Ahmad, 2013
- Myrmarachne brevis Xiao, 2002
- Myrmarachne calcuttaensis Biswas, 1984
- Myrmarachne caliraya Barrion & Litsinger, 1995
- Myrmarachne capito (Thorell, 1890)
- Myrmarachne centralis (Peckham & Peckham, 1892)
- Myrmarachne chapmani Banks, 1930
- Myrmarachne chickeringi Galiano, 1969
- Myrmarachne christae (Prószyński, 2001)
- Myrmarachne circulus Xiao & Wang, 2004
- Myrmarachne clavigera (Thorell, 1877)
- Myrmarachne cognata (L. Koch, 1879)
- Myrmarachne collarti Roewer, 1965
- Myrmarachne concava Zhu et al., 2005
- Myrmarachne confusa Wanless, 1978
- Myrmarachne consobrina Denis, 1955
- Myrmarachne constricta (Blackwall, 1877)
- Myrmarachne cornuta Badcock, 1918
- Myrmarachne corpuzrarosae Barrion, 1981
- Myrmarachne cowani (Peckham & Peckham, 1892)
- Myrmarachne crassembolus Yamasaki & Ahmad, 2013
- Myrmarachne cuneata Badcock, 1918
- Myrmarachne cuprea (Hogg, 1896)
- Myrmarachne cyrtodens Yamasaki & Ahmad, 2013
- Myrmarachne debilis (Thorell, 1890)
- Myrmarachne decorata Reimoser, 1927
- Myrmarachne diegoensis Wanless, 1978
- Myrmarachne dilatata (Karsch, 1880)
- Myrmarachne dirangicus Bastawade, 2002
- Myrmarachne dishani Benjamin, 2015
- Myrmarachne dubia (Peckham & Peckham, 1892)
- Myrmarachne dundoensis Wanless, 1978
- Myrmarachne edentata Berry, Beatty & Prószyński, 1996
- Myrmarachne edentula (Peckham & Peckham, 1892)
- Myrmarachne edwardsi Berry, Beatty & Prószyński, 1996
- Myrmarachne eidmanni Roewer, 1942
- Myrmarachne electrica (Peckham & Peckham, 1892)
- Myrmarachne elongata Szombathy, 1915
- Myrmarachne endoi Yamasaki & Ahmad, 2013
- Myrmarachne epigealis Yamasaki & Edwards, 2013
- Myrmarachne erythrocephala (L. Koch, 1879)
- Myrmarachne eugenei Wanless, 1978
- Myrmarachne eumenes (Simon, 1900)
- Myrmarachne evidens Roewer, 1965
- Myrmarachne exasperans (Peckham & Peckham, 1892)
- Myrmarachne foenisex Simon, 1910
- Myrmarachne foreli Lessert, 1925
- Myrmarachne formica (Doleschall, 1859)
- Myrmarachne formicaria (De Geer, 1778)
- Myrmarachne formosa (Thorell, 1890)
- Myrmarachne formosana (Matsumura, 1911)
- Myrmarachne formosana (Saito, 1933)
- Myrmarachne formosicola Strand, 1910
- Myrmarachne galianoae Cutler, 1981
- Myrmarachne gedongensis Badcock, 1918
- Myrmarachne giltayi Roewer, 1965
- Myrmarachne gisti Fox, 1937
- Myrmarachne glavisi Prószyński & Deeleman-Reinhold, 2010
- Myrmarachne globosa Wanless, 1978
- Myrmarachne grossa Edmunds & Prószyński, 2003
- Myrmarachne guaranitica Galiano, 1969
- Myrmarachne gurgulla Ceccarelli, 2010
- Myrmarachne hesperia (Simon, 1887)
- Myrmarachne hidaspis Caporiacco, 1935
- Myrmarachne himalayensis Narayan, 1915
- Myrmarachne hirsutipalpi Edmunds & Prószyński, 2003
- Myrmarachne hispidacoxa Edmunds & Prószyński, 2003
- Myrmarachne hoffmanni Strand, 1913
- Myrmarachne ichneumon (Simon, 1886)
- Myrmarachne imbellis (Peckham & Peckham, 1892)
- Myrmarachne incerta Narayan, 1915
- Myrmarachne inermichelis Bösenberg & Strand, 1906
- Myrmarachne inflatipalpis Wanless, 1978
- Myrmarachne iridescens Banks, 1930
- Myrmarachne isolata Clark & Benoit, 1977
- Myrmarachne jacksoni Prószyński & Deeleman-Reinhold, 2010
- Myrmarachne jacobsoni Reimoser, 1925
- Myrmarachne jajpurensis Prószyński, 1992
- Myrmarachne japonica (Karsch, 1879)
- Myrmarachne jugularis Simon, 1901
- Myrmarachne kiboschensis Lessert, 1925
- Myrmarachne kilifi Wanless, 1978
- Myrmarachne kitale Wanless, 1978
- Myrmarachne kochi Reimoser, 1925
- Myrmarachne kuwagata Yaginuma, 1967
- Myrmarachne laeta (Thorell, 1887)
- Myrmarachne laeta flava Narayan, 1915
- Myrmarachne laeta praelonga (Thorell, 1890)
- Myrmarachne lambirensis Yamasaki & Ahmad, 2013
- Myrmarachne latithoracica Yamasaki & Hung, 2012
- Myrmarachne laurentina Bacelar, 1953
- Myrmarachne lawrencei Roewer, 1965
- Myrmarachne legon Wanless, 1978
- Myrmarachne leleupi Wanless, 1978
- Myrmarachne leptognatha (Thorell, 1890)
- Myrmarachne lesserti Lawrence, 1938
- Myrmarachne linguiensis Zhang & Song, 1992
- Myrmarachne longiventris (Simon, 1903)
- Myrmarachne luachimo Wanless, 1978
- Myrmarachne luctuosa (L. Koch, 1879)
- Myrmarachne ludhianaensis Sadana & Gupta, 1998
- Myrmarachne lugens (Thorell, 1881)
- Myrmarachne lugubris (Kulczyński, 1895)
- Myrmarachne lulengana Roewer, 1965
- Myrmarachne lulengensis Roewer, 1965
- Myrmarachne lupata (L. Koch, 1879)
- Myrmarachne macleayana (Bradley, 1876)
- Myrmarachne macrognatha (Thorell, 1894)
- Myrmarachne magna Saito, 1933
- Myrmarachne mahasoa Wanless, 1978
- Myrmarachne malayana Edmunds & Prószyński, 2003
- Myrmarachne mandibularis (Thorell, 1890)
- Myrmarachne manducator (Westwood, 1841)
- Myrmarachne mariaelenae Edwards & Benjamin, 2009
- Myrmarachne markaha Barrion & Litsinger, 1995
- Myrmarachne marshalli Peckham & Peckham, 1903
- Myrmarachne maxillosa (C. L. Koch, 1846)
- Myrmarachne maxillosa septemdentata Strand, 1907
- Myrmarachne mcgregori Banks, 1930
- Myrmarachne megachelae Ganesh Kumar & Mohanasundaram, 1998
- Myrmarachne melanocephala MacLeay, 1839T
- Myrmarachne melanotarsa Wesolowska & Salm, 2002
- Myrmarachne militaris Szombathy, 1913
- Myrmarachne mocamboensis Galiano, 1974
- Myrmarachne moesta (Thorell, 1877)
- Myrmarachne morningside Benjamin, 2015
- Myrmarachne mussungue Wanless, 1978
- Myrmarachne myrmicaeformis (Lucas, 1871)
- Myrmarachne naro Wanless, 1978
- Myrmarachne natalica Lessert, 1925
- Myrmarachne nemorensis (Peckham & Peckham, 1892)
- Myrmarachne nigella Simon, 1901
- Myrmarachne nigeriensis Wanless, 1978
- Myrmarachne nigra (Thorell, 1877)
- Myrmarachne nitidissima (Thorell, 1877)
- Myrmarachne nubilis Wanless, 1978
- Myrmarachne onceana Barrion & Litsinger, 1995
- Myrmarachne opaca (Karsch, 1880)
- Myrmarachne palladia Denis, 1958
- Myrmarachne paludosa (Simon, 1900)
- Myrmarachne panamensis Galiano, 1969
- Myrmarachne parallela (Fabricius, 1798)
- Myrmarachne patellata Strand, 1907
- Myrmarachne paviei (Simon, 1886)
- Myrmarachne peckhami Roewer, 1951
- Myrmarachne pectorosa (Thorell, 1890)
- Myrmarachne pectorosa sternodes (Thorell, 1890)
- Myrmarachne penicillata Mello-Leitão, 1933
- Myrmarachne piercei Banks, 1930
- Myrmarachne pinakapalea Barrion & Litsinger, 1995
- Myrmarachne pinoysorum Barrion & Litsinger, 1995
- Myrmarachne pisarskii Berry, Beatty & Prószyński, 1996
- Myrmarachne plataleoides (O. Pickard-Cambridge, 1869)
- Myrmarachne platypalpa Bradoo, 1980
- Myrmarachne poonaensis Tikader, 1973
- Myrmarachne prava (Karsch, 1880)
- Myrmarachne prognatha (Thorell, 1887)
- Myrmarachne pumilio (Karsch, 1880)
- Myrmarachne pygmaea (Thorell, 1894)
- Myrmarachne radiata (Thorell, 1894)
- Myrmarachne ramunni Narayan, 1915
- Myrmarachne ransoni Wanless, 1978
- Myrmarachne rhopalota (Thorell, 1895)
- Myrmarachne richardsi Wanless, 1978
- Myrmarachne robusta (Peckham & Peckham, 1892)
- Myrmarachne roeweri Reimoser, 1934
- Myrmarachne rubra Ceccarelli, 2010
- Myrmarachne rufescens (Thorell, 1877)
- Myrmarachne rufisquei Berland & Millot, 1941
- Myrmarachne russellsmithi Wanless, 1978
- Myrmarachne sabahna Yamasaki & Ahmad, 2013
- Myrmarachne satarensis Narayan, 1915
- Myrmarachne schenkeli Peng & Li, 2002
- Myrmarachne seriatis Banks, 1930
- Myrmarachne shelfordi Peckham & Peckham, 1907
- Myrmarachne simoni (L. Koch, 1879)
- Myrmarachne simonis (Herman, 1879)
- Myrmarachne simplexella Roewer, 1951
- Myrmarachne smaragdina Ceccarelli, 2010
- Myrmarachne solitaria Peckham & Peckham, 1903
- Myrmarachne spissa (Peckham & Peckham, 1892)
- Myrmarachne striatipes (L. Koch, 1879)
- Myrmarachne sumana Galiano, 1974
- Myrmarachne tagalica Banks, 1930
- Myrmarachne tamsuiensis Yamasaki, 2013
- Myrmarachne tayabasana Chamberlin, 1925
- Myrmarachne thaii Zabka, 1985
- Myrmarachne transversa (Mukerjee, 1930)
- Myrmarachne tristis (Simon, 1882)
- Myrmarachne turriformis Badcock, 1918
- Myrmarachne uelensis Wanless, 1978
- Myrmarachne uniseriata Narayan, 1915
- Myrmarachne uvira Wanless, 1978
- Myrmarachne vanessae Wanless, 1978
- Myrmarachne vehemens Fox, 1937
- Myrmarachne vestita (Thorell, 1895)
- Myrmarachne volatilis (Peckham & Peckham, 1892)
- Myrmarachne vulgarisa Barrion & Litsinger, 1995
- Myrmarachne wanlessi Edmunds & Prószyński, 2003
- Myrmarachne yamanei Yamasaki, 2012